# Ralph Lane

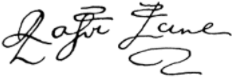
Firma

Ralph Lane (Lympstone, 1530 – 1603) è stato un esploratore britannico dell'età elisabettiana.

## Biografia
Lane nacque a Lympstone, nella contea del Devon, in Inghilterra.  Suo padre era Sir Ralph di Orlingbury, e sua madre, Maud, era cugina di Caterina Parr, l'ultima moglie di Enrico VIII.
Viene ricordato soprattutto per essere stato il primo europeo ad esplorare la baia di Albemarle Sound e per il suo tentativo fallito di colonizzare l'isola di Roanoke situata all'estuario dell'omonimo fiume, su richiesta di Sir Walter Raleigh, Signore e Governatore della Virginia. Lane partecipò a numerose altre spedizioni d'esplorazione della costa atlantica degli Stati Uniti, e, nel gennaio 1592, fu nominato generale supremo d'Irlanda, e nominato cavaliere nel 1593. 
L'anno successivo subì gravi ferite durante una sollevazione irlandese contro la Corona d'Inghilterra, da cui non si riprese più. Morì nell'ottobre 1603.